# Simandres
Simandres és un municipi francès situat al departament del Roine i a la regió d'Alvèrnia-Roine-Alps. L'any 2007 tenia 1.509 habitants.

## Demografia

### Població
El 2007 la població de fet de Simandres era de 1.509 persones. Hi havia 528 famílies de les quals 76 eren unipersonals (36 homes vivint sols i 40 dones vivint soles), 156 parelles sense fills, 272 parelles amb fills i 24 famílies monoparentals amb fills.
La població ha evolucionat segons el següent gràfic:
Habitants censats

### Habitatges
El 2007 hi havia 555 habitatges, 531 eren l'habitatge principal de la família, 2 eren segones residències i 22 estaven desocupats. 478 eren cases i 75 eren apartaments. Dels 531 habitatges principals, 424 estaven ocupats pels seus propietaris, 91 estaven llogats i ocupats pels llogaters i 16 estaven cedits a títol gratuït; 4 tenien una cambra, 22 en tenien dues, 60 en tenien tres, 135 en tenien quatre i 310 en tenien cinc o més. 466 habitatges disposaven pel capbaix d'una plaça de pàrquing. A 181 habitatges hi havia un automòbil i a 337 n'hi havia dos o més.

### Piràmide de població
La piràmide de població per edats i sexe el 2009 era:
| Homes | Edats   | Dones |
| ----- | ------- | ----- |
| 0     | 95 o +  | 0     |
| 4     | 90 a 94 | 4     |
| 0     | 85 a 89 | 8     |
| 0     | 80 a 84 | 4     |
| 8     | 75 a 79 | 8     |
| 20    | 70 a 74 | 20    |
| 20    | 65 a 69 | 16    |
| 24    | 60 a 64 | 24    |
| 16    | 55 a 59 | 20    |
| 36    | 50 a 54 | 44    |
| 76    | 45 a 49 | 60    |
| 48    | 40 a 44 | 96    |
| 72    | 35 a 39 | 56    |
| 32    | 30 a 34 | 24    |
| 32    | 25 a 29 | 20    |
| 48    | 20 a 24 | 40    |
| 80    | 15 a 19 | 88    |
| 48    | 10 a 14 | 76    |
| 48    | 5 a 9   | 32    |
| 20    | 0 a 4   | 28    |

## Economia
El 2007 la població en edat de treballar era de 1.024 persones, 786 eren actives i 238 eren inactives. De les 786 persones actives 749 estaven ocupades (388 homes i 361 dones) i 37 estaven aturades (12 homes i 25 dones). De les 238 persones inactives 78 estaven jubilades, 100 estaven estudiant i 60 estaven classificades com a «altres inactius».

### Ingressos
El 2009 a Simandres hi havia 577 unitats fiscals que integraven 1.644,5 persones, la mediana anual d'ingressos fiscals per persona era de 22.557 €.

### Activitats econòmiques
Dels 58 establiments que hi havia el 2007, 1 era d'una empresa de fabricació d'altres productes industrials, 22 d'empreses de construcció, 11 d'empreses de comerç i reparació d'automòbils, 2 d'empreses de transport, 4 d'empreses d'hostatgeria i restauració, 1 d'una empresa d'informació i comunicació, 1 d'una empresa financera, 1 d'una empresa immobiliària, 5 d'empreses de serveis, 8 d'entitats de l'administració pública i 2 d'empreses classificades com a «altres activitats de serveis».
Dels 26 establiments de servei als particulars que hi havia el 2009, 5 eren tallers de reparació d'automòbils i de material agrícola, 1 paleta, 7 guixaires pintors, 1 fusteria, 2 lampisteries, 3 electricistes, 1 empresa de construcció, 1 perruqueria, 3 restaurants, 1 agència immobiliària i 1 saló de bellesa.
L'any 2000 a Simandres hi havia 18 explotacions agrícoles que ocupaven un total de 297 hectàrees.

## Equipaments sanitaris i escolars
El 2009 hi havia una escola elemental.

## Poblacions més properes
El següent diagrama mostra les poblacions més properes.